# Ideal
 (juin 2023).
Si vous disposez d'ouvrages ou d'articles de référence ou si vous connaissez des sites web de qualité traitant du thème abordé ici, merci de compléter l'article en donnant les références utiles à sa vérifiabilité et en les liant à la section « Notes et références ».
Pour l’article homonyme, voir Ideal (Géorgie).
Ne doit pas être confondu avec Ideal (Guider).
Ideal est un groupe de Neue Deutsche Welle allemand, originaire de Berlin. Les morceaux Berlin, Blaue Augen et Monotonie ont forgé leur succès.

## Biographie
Au printemps 1980, Annette Humpe se joint à Ulrich Deuker, Frank Jürgen « Eff Jott » Krüger et Hans-Joachim « Hansi » Behrendt, qui seront officiellement Ideal. En mai de la même année, le groupe sort un premier single Wir stehn auf Berlin / Männer gibt's wie Sand am Meer. Avec un tel succès allemand, le groupe est convié à un free-open-air à Berlin et joue devant 150 000 personnes. En novembre, le groupe sort son premier LP Ideal sur le label IC. Un succès puisqu'en juin 1981, il atteint la 3e place des charts allemands. Le groupe sort ensuite de l'Allemagne et se produit en Suisse et en Autriche.
Le groupe travaille ensuite son deuxième album produit par Conny Plank, Der Ernst des lebens. L'album sort finalement en octobre et devient disque d'or. Ce sera ensuite une longue tournée sur les scènes germaniques, au cours de laquelle ils reçoivent un deuxième disque d'or. Ils deviennent donc le premier groupe venant de RFA à être certifié disque d'or. Le groupe travaille à Vienne et sort son troisième album, Bi Nuu, qui n'atteindra que la 20e place des charts. Peut être sera-il la cause de la dissolution du groupe le 31 mars 1983. Le groupe aura quand même le temps de sortir un quatrième album, Zugabe.
Le 26 avril 2007, Frank Jürgen Krüger décède après un long combat contre le cancer, à l'âge de 58 ans.

## Membres
- Annette Humpe - chant, claviers
- Ernst Ulrich Deuker - basse
- Frank Jürgen Krüger - guitare
- Hans-Joachim Behrendt (†) - batterie

## Discographie
- 1980 : Ideal
- 1981 : Der Ernst des Lebens
- 1982 : Bi Nuu
- 1983 : Zugabe